# Türkiye Kupası 2024-2025
La Coppa di Turchia 2024-2025, nota come Ziraat Türkiye Kupası 2024-2025 per ragioni sponsorizzazione, è stata la 63ª edizione della coppa nazionale turca, iniziata il 10 settembre 2024 e terminata il 15 maggio 2025.
La squadra campione in carica era il Beşiktaş. La coppa è stata vinta dal Galatasaray, per la diciannovesima volta nella sua storia.

## Formato
Il formato è stato modificato rispetto all'edizione precedente, con l'introduzione di una fase a gironi successiva ai primi cinque turni preliminari. Alla fase a gironi prendono parte 24 squadre e qualifica otto squadre alla fase finale.

## Calendario
| Turno            | Sorteggio         | Date                         | Squadre rimanenti | Squadre partecipanti | Vincenti del turno precedente | Entranti in questo turno |
| ---------------- | ----------------- | ---------------------------- | ----------------- | -------------------- | ----------------------------- | --- |
| Primo turno      | 3 settembre 2024  | 10-12 settembre 2024         | 155               | 32                   | 0                             | - 16 squadre dai campionati amatoriali - 16 squadre provenienti dalla TFF 3. Lig                                                                                   |
| Secondo turno    | 17 settembre 2024 | 9-10 ottobre 2024            | 139               | 64                   | 16                            | - 30 squadre provenienti dalla TFF 3. Lig - 18 squadre provenienti dalla TFF 2. Lig                                                                                |
| Terzo turno      | 15 ottobre 2024   | 29-31 ottobre 2024           | 107               | 70                   | 32                            | - 18 squadre provenienti dalla TFF 3.Lig - 3 squadre provenienti dalla TFF 2.Lig - 13 squadre provenienti dalla TFF 1. Lig - 4 squadre provenienti dalla Süper Lig |
| Quarto turno     | novembre 2024     | 3-5 dicembre 2024            | 72                | 58                   | 35                            | - 9 squadre provenienti dalla TFF 2.Lig - 9 squadre provenienti dalla TFF 1.Lig - 5 squadre provenienti dalla Süper Lig                                            |
| Quinto turno     | dicembre 2024     | 17-19 dicembre 2024          | 43                | 38                   | 29                            | - 4 squadre dalla TFF 1.Lig - 5 squadre provenienti dalla Süper Lig                                                                                                |
| Fase a gironi    | dicembre 2024     | 7 gennaio - 27 febbraio 2025 | 24                | 24                   | 19                            | 5 squadre provenienti dalla Süper Lig |
| Quarti di finale | marzo 2025        | 1-3 aprile 2025              | 8                 | 8                    | 8                             | |
| Semifinali       | marzo 2025        | 22-24 aprile 2025            | 4                 | 4                    | 4                             | |
| Finale           | marzo 2025        | 14 maggio 2025               | 2                 | 2                    | 2                             | |

## Primo turno
Al primo turno prendono parte 16 squadre dai campionati amatoriali e 16 squadre dalla TFF 3. Lig. Il sorteggio si è tenuto il 3 settembre 2024.
| Squadra 1              | Risultato       | Squadra 2          |
| ---------------------- | --------------- | ------------------ |
| 10 settembre 2024      |                 |                    |
| Istiklalspor           | 0 – 1           | Kilis Belediyespor |
| Sinopspor              | 0 – 2           | Düzcespor          |
| 11 settembre 2024      |                 |                    |
| Çankırıspor            | 1 – 2           | MKE Kırıkkalespor  |
| Bayburt Özel İdarespor | 2 – 0           | Ardahan Spor       |
| Bitlisspor             | 2 – 0           | Zapspor            |
| Dersim Spor            | 0 – 7           | Adıyamanspor       |
| Kahramanmaraşspor      | 1 – 0           | Nevşehir           |
| Kelkit Hürriyet        | 3 – 1 (dts)     | Kars 36 Spor       |
| Şırnak Petrolspor      | 4 – 1           | Kurtalanspor       |
| Bucak Oğuzhanspor      | 0 – 0 (6-5 dtr) | Denizlispor        |
| Etimesgut Belediyespor | 1 – 0           | Kırşehir           |
| Yeşilovaspor           | 2 – 0           | Bartınspor         |
| Uşakspor               | 4 – 0           | 1922 Konyaspor     |
| 12 settembre 2024      |                 |                    |
| 23 Elazığ              | 2 – 0           | Bingölspor         |
| Bozüyükspor            | 0 – 1           | Bursaspor          |

## Secondo turno
Al secondo turno prendono parte 5 squadre dai campionati amatoriali, 41 squadre di TFF 3. Lig e 18 squadre di TFF 2. Lig. Il sorteggio si è tenuto il 17 settembre 2024.
| Squadra 1                | Risultato       | Squadra 2               |
| ------------------------ | --------------- | ----------------------- |
| 8 ottobre 2024           |                 |                         |
| Kilis Belediyespor       | 2 – 0           | Balıkesirspor           |
| Zonguldakspor            | 2 – 4 (dts)     | Kırıkkale               |
| Fethiyespor              | 2 – 2 (4-3 dtr) | Düzcespor               |
| 9 ottobre 2024           |                 |                         |
| Adıyamanspor             | 5 – 0           | Afjet Afyonspor         |
| Artvin Hopaspor          | 1 – 3           | Derince Belediyespor    |
| Elaziz Bld               | 3 – 2 (dts)     | Polatlıspor             |
| Ağrıspor                 | 4 – 0           | Arnavutköy Belediyespor |
| Amasyaspor               | 4 – 0           | Bucak Oğuzhanspor       |
| Ankara Demirspor         | 1 – 1 (4-3 dtr) | Mazıdağı Fosfat         |
| Bayburt Özel İdarespor   | 2 – 0           | Bergama Belediyespor    |
| Beykoz SK 1908           | 2 – 6           | Mardinspor              |
| Bitlis Özgüzeldere       | 1 – 1 (3-4 dtr) | Kelkit Hürriyet         |
| Çayelispor               | 0 – 2           | Yeşilovaspor            |
| Ergene Velimeşe          | 1 – 0           | Çankaya SK              |
| Etimesgut Belediyespor   | 2 – 1           | Şırnak Petrolspor       |
| Fatsa Belediyespor       | 2 – 1 (dts)     | Silifke Belediyespor    |
| Kahramanmaraşspor        | 0 – 3           | Çorluspor               |
| Karabükspor              | 0 – 4           | Bursa Nilüferspor       |
| K.Çekmece Sinopspor      | 7 – 3           | Altınordu               |
| Muğlaspor                | 4 – 4 (2-4 dtr) | Sarıyer                 |
| Nazilli Belediyespor     | 1 – 5           | Somaspor                |
| Niğde                    | 1 – 0           | 68 Yeni Aksarayspor     |
| Beykoz Anadolu           | 0 – 3           | Tire 2021 FK            |
| Yozgatspor               | 0 – 2           | Kırklarelispor          |
| Altay                    | 0 – 1           | Karaman                 |
| Giresunspor              | 0 – 1           | Viranşehir              |
| 10 ottobre 2024          |                 |                         |
| Osmaniyespor             | 3 – 0           | Diyarbekirspor          |
| Bulvarspor               | 0 – 1           | İnegölspor              |
| Büyükçekmece Tepecikspor | 0 – 1           | Serik                   |
| Türk Metal Kırıkkale     | 1 – 3           | Pazarspor               |
| Uşakspor                 | 0 – 1           | Bursaspor               |
| Erciyes 38 FSK           | 2 – 1 (dts)     | Orduspor                |

## Terzo turno
Il sorteggio per il terzo turno si è tenuto il 17 ottobre 2024. Al terzo turno prendono parte 2 squadre dai campionati amatoriali, 39 squadre di TFF 3. Lig, 18 squadre di TFF 2. Lig, 7 squadre di TFF 1. Lig e 4 squadre di Süper Lig.
| Squadra 1              | Risultato       | Squadra 2            |
| ---------------------- | --------------- | -------------------- |
| 29 ottobre 2024        |                 |                      |
| Bursa Nilüferspor      | 2 – 3           | Ankaragücü           |
| Alanya 1221 FSK        | 2 – 1 (dts)     | Adıyamanspor         |
| Bornva 1877            | 0 – 2           | Fethiyespor          |
| Sarıyer                | 1 – 0           | Niğde                |
| Etimesgut Belediyespor | 2 – 0           | Mardinspor           |
| Fatih Karagümrük       | 1 – 0           | Tokatspor            |
| Elaziz Bld             | 0 – 4           | Konyaspor            |
| Adanaspor              | 1 – 2 (dts)     | Çorluspor            |
| 30 ottobre 2024        |                 |                      |
| Ağrıspor               | 0 – 1           | Beyoğlu Yeni Çarşı   |
| Muşspor                | 2 – 1           | İnegölspor           |
| Silivrispor            | 4 – 2           | Kayserispor          |
| Aliağa                 | 2 – 3 (dts)     | Anadolu Üniversitesi |
| Ankara Demirspor       | 3 – 0           | Erciyes 38 FSK       |
| Derince Belediyespor   | 0 – 1           | Tire 2021 FK         |
| Elazığspor             | 2 – 0 (dts)     | 1923 M.K.Paşaspor    |
| Ergene Velimeşe        | 0 – 3           | Sebat Gençlik SK     |
| Somaspor               | 0 – 1           | Kütahyaspor          |
| Fatsa Belediyespor     | 1 – 2           | Karaman              |
| Karacabey              | 3 – 0           | Amasyaspor           |
| Karşıyaka              | 1 – 1 (4-3 dtr) | Viranşehir           |
| K.Çekmece Sinopspor    | 3 – 2           | Erbaaspor            |
| Kelkit Hürriyet        | 0 – 0 (2-3 dtr) | Kepezspor            |
| MKE Kırıkkalespor      | 2 – 0           | Yeni Malatyaspor     |
| Kuşadasıspor           | 1 – 2           | Karaköprü            |
| Osmaniyespor           | 6 – 0           | Serik                |
| Yeşilovaspor           | 0 – 4           | Kırklarelispor       |
| İnegölspor             | 0 – 4           | Hatayspor            |
| Isparta 32             | 1 – 0           | Pazarspor            |
| 52 Orduspor            | 1 – 0           | Şanlıurfaspor        |
| 31 ottobre 2024        |                 |                      |
| Bayburt Özel İdarespor | 0 – 0 (2-4 dtr) | Samsunspor           |
| Efeler 09 Spor         | 1 – 2           | Adana 01             |
| Pendikspor             | 1 – 2           | Ayvalikgucu          |
| Edirnespor Gençlik     | 0 – 1           | Batman Petrolspor    |
| İstanbulspor           | 4 – 2           | Kilis Belediyespor   |
| Bursaspor              | 3 – 1           | Turgutluspor         |

## Quarto turno
Il sorteggio per il quarto turno si è tenuto il 5 novembre 2024. Al quarto turno prendono parte 16 squadre di TFF 3. Lig, 22 squadre di TFF 2. Lig, 12 squadre di TFF 1. Lig e 8 squadre di Süper Lig.
| Squadra 1              | Risultato       | Squadra 2              |
| ---------------------- | --------------- | ---------------------- |
| 3 dicembre 2024        |                 |                        |
| Iğdır                  | 2 – 3           | Muşspor                |
| Bandırmaspor           | 2 – 3 (dts)     | Karacabey              |
| Antalyaspor            | 4 – 1           | K.Çekmece Sinopspor    |
| Adana Demirspor        | 4 – 3 (dts)     | Sebat Gençlik SK       |
| Samsunspor             | 2 – 4 (dts)     | 52 Orduspor            |
| 4 dicembre 2024        |                 |                        |
| Alanyaspor             | 4 – 1           | Fethiyespor            |
| Amed                   | 1 – 0 (dts)     | Adana 01               |
| Anadolu Üniversitesi   | 1 – 2           | Bucaspor 1928          |
| Çorluspor              | 4 – 2           | Manisa                 |
| Erzurumspor FK         | 3 – 2           | Ayvalikgucu            |
| Fatih Karagümrük       | 3 – 0           | Sarıyer                |
| Gençlerbirliği         | 1 – 0 (dts)     | Kütahyaspor            |
| İskenderunspor 1967    | 4 – 1           | Alanya 1221 FSK        |
| Keçiörengücü           | 4 – 2           | Beyoğlu Yeni Çarşı     |
| Menemen                | 3 – 0           | Elazığspor             |
| Sincan Ankaraspor      | 1 – 2 (dts)     | Etimesgut Belediyespor |
| Yeni Mersin İdmanyurdu | 0 – 2           | Kırklarelispor         |
| 1461 Trabzon           | 3 – 1           | MKE Kırıkkalespor      |
| 24 Erzincanspor        | 3 – 0           | Karaköprü Bld          |
| Karşıyaka              | 1 – 2           | Ankaragücü             |
| Konyaspor              | 9 – 0           | Kepezspor              |
| Bursaspor              | 2 – 2 (6-7 dtr) | Vanspor                |
| 5 dicembre 2024        |                 |                        |
| Ümraniyespor           | 3 – 2           | Isparta 32             |
| Ankara Demirspor       | 1 – 3           | Kastamonuspor          |
| Karaman                | 0 – 2           | Esenler Erokspor       |
| Hatayspor              | 5 – 0           | Osmaniyespor           |
| Çaykur Rizespor        | 3 – 2           | Silivrispor            |
| Gaziantep              | 1 – 0           | Batman Petrolspor      |

## Quinto turno
Il sorteggio per il quinto turno si è tenuto il 6 dicembre 2024. Al quinto turno prendono parte 4 squadre di TFF 3. Lig, 9 squadre di TFF 2. Lig, 13 squadre di TFF 1. Lig e 12 squadre di Süper Lig.
| Squadra 1           | Risultato       | Squadra 2              |
| ------------------- | --------------- | ---------------------- |
| 17 dicembre 2024    |                 |                        |
| Eyüpspor            | 4 – 1           | Etimesgut Belediyespor |
| Konyaspor           | 1 – 0           | Karacabey              |
| Çaykur Rizespor     | 6 – 0           | Vanspor                |
| Alanyaspor          | 3 – 2           | Amed                   |
| 18 dicembre 2024    |                 |                        |
| Boluspor            | 4 – 0           | 1461 Trabzon           |
| Çorluspor           | 2 – 3           | Kocaelispor            |
| Esenler Erokspor    | 1 – 2           | İstanbulspor           |
| Kastamonuspor       | 1 – 6           | Bodrum                 |
| Keçiörengücü        | 1 – 4           | Sivasspor              |
| Muşspor             | 1 – 1 (3-4 dtr) | Antalyaspor            |
| Erzurumspor         | 2 – 0           | Sakaryaspor            |
| Ümraniyespor        | 1 – 2           | Fatih Karagümrük       |
| Menemen             | 2 – 3           | Ankaragücü             |
| Gaziantep           | 2 – 0           | 52 Orduspor            |
| 19 dicembre 2024    |                 |                        |
| İskenderunspor 1967 | 1 – 0           | Hatayspor              |
| MKE Kırıkkalespor   | 2 – 0           | Adana Demirspor        |
| Gençlerbirliği      | 0 – 1           | Kasımpaşa              |
| 24 Erzincanspor     | 4 – 6           | Çorum                  |
| Bucaspor 1928       | 0 – 4           | Göztepe                |

## Fase a gironi
Le 24 squadre partecipanti alla fase gironi sono suddivise in tre urne, ognuna da otto squadre, in base al loro punteggio nel ranking, per sorteggiare quattro gironi da 6 squadre ciascuno che giocheranno un totale di tre gare, al termine delle quali le prime due classificate di ogni girone conquistano l'accesso ai quarti di finale. Il sorteggio si è tenuto il 20 dicembre 2024.
| Fascia 1 | Fascia 2                                                                                           | Fascia 3 |
| --- | -------------------------------------------------------------------------------------------------- | --- |
| - Beşiktaş - Galatasaray - Fenerbahçe - Trabzonspor - İstanbul Başakşehir - Kasımpaşa - Sivasspor - Alanyaspor | - Çaykur Rizespor - Antalyaspor - Gaziantep - Konyaspor - Eyüpspor - Göztepe - Bodrum - Ankaragücü | - Fatih Karagümrük - İstanbulspor - Çorum - Kocaelispor - Boluspor - Erzurumspor - İskenderunspor 1967 - Kırklarelispor |

### Girone A
| Pos. | Squadra             | P.ti | G | V | P | S | GF | GS | DG |
| ---- | ------------------- | ---- | - | - | - | - | -- | -- | -- |
| 1.   | Trabzonspor         | 7    | 3 | 2 | 1 | 0 | 10 | 4  | +6 |
| 2.   | İskenderunspor 1967 | 5    | 3 | 1 | 2 | 0 | 5  | 4  | +1 |
| 3.   | Antalyaspor         | 4    | 3 | 1 | 1 | 1 | 5  | 5  | 0  |
| 4.   | Çaykur Rizespor     | 3    | 3 | 1 | 0 | 2 | 4  | 7  | -3 |
| 5.   | Fatih Karagümrük    | 3    | 3 | 1 | 0 | 2 | 3  | 6  | -3 |
| 6.   | Ankaragücü          | 2    | 3 | 0 | 2 | 1 | 3  | 4  | -1 |

### Girone B
| Pos. | Squadra      | P.ti | G | V | P | S | GF | GS | DG  |
| ---- | ------------ | ---- | - | - | - | - | -- | -- | --- |
| 1.   | Fenerbahçe   | 9    | 3 | 3 | 0 | 0 | 12 | 1  | +11 |
| 2.   | Göztepe      | 9    | 3 | 3 | 0 | 0 | 7  | 0  | +7  |
| 3.   | İstanbulspor | 6    | 3 | 2 | 0 | 1 | 5  | 4  | +1  |
| 4.   | Gaziantep    | 3    | 3 | 1 | 0 | 2 | 5  | 5  | 0   |
| 5.   | Erzurumspor  | 0    | 3 | 0 | 0 | 3 | 0  | 9  | -9  |
| 6.   | Kasımpaşa    | 0    | 3 | 0 | 0 | 3 | 0  | 10 | -10 |

### Girone C
| Pos. | Squadra             | P.ti | G | V | P | S | GF | GS | DG |
| ---- | ------------------- | ---- | - | - | - | - | -- | -- | -- |
| 1.   | Konyaspor           | 7    | 3 | 2 | 1 | 0 | 4  | 1  | +3 |
| 2.   | Galatasaray         | 5    | 3 | 1 | 2 | 0 | 6  | 3  | +3 |
| 3.   | İstanbul Başakşehir | 5    | 3 | 1 | 2 | 0 | 6  | 3  | +3 |
| 4.   | Eyüpspor            | 4    | 3 | 1 | 1 | 1 | 2  | 3  | -1 |
| 5.   | Çorum               | 3    | 3 | 1 | 0 | 2 | 3  | 6  | -3 |
| 6.   | Boluspor            | 0    | 3 | 0 | 0 | 3 | 2  | 7  | -5 |

### Girone D
| Pos. | Squadra        | P.ti | G | V | P | S | GF | GS | DG |
| ---- | -------------- | ---- | - | - | - | - | -- | -- | -- |
| 1.   | Beşiktaş       | 9    | 3 | 3 | 0 | 0 | 5  | 1  | +4 |
| 2.   | Bodrum         | 7    | 3 | 2 | 1 | 0 | 8  | 5  | +3 |
| 3.   | Kocaelispor    | 6    | 3 | 2 | 0 | 1 | 7  | 4  | +3 |
| 4.   | Antalyaspor    | 3    | 3 | 1 | 0 | 2 | 5  | 6  | -1 |
| 5.   | Kırklarelispor | 1    | 3 | 0 | 1 | 2 | 5  | 9  | -4 |
| 6.   | Sivasspor      | 0    | 3 | 0 | 0 | 3 | 0  | 5  | -5 |

## Fase finale

### Tabellone
|  | Quarti di finale    | Quarti di finale    | Quarti di finale |             |             | Semifinali  | Semifinali | Semifinali |  |  | Finale | Finale | Finale |  |
|  |                     |                     |                  |             |             |             |            |            |  |  |        |        |        |  |
|  | Trabzonspor (dts)   | Trabzonspor (dts)   | 3                |             |             |             |            |            |  |  |        |        |        |  |
|  | Trabzonspor (dts)   | Trabzonspor (dts)   | 3                |             |             |             |            |            |  |  |        |        |        |  |
|  | Bodrum              | Bodrum              | 2                |             |             |             |            |            |  |  |        |        |        |  |
|  | Bodrum              | Bodrum              | 2                |             | Trabzonspor | Trabzonspor | 2          |            |  |  |        |        |        |  |
|  |                     |                     |                  |             | Trabzonspor | Trabzonspor | 2          |            |  |  |        |        |        |  |
|  |                     |                     | Göztepe          | Göztepe     | 0           |             |            |            |  |  |        |        |        |  |
|  | Beşiktaş            | Beşiktaş            | Göztepe          | Göztepe     | 0           | 1           |            |            |  |  |        |        |        |  |
|  | Beşiktaş            | Beşiktaş            |                  |             |             |             |            |            |  |  |        |        |        |  |
|  | Göztepe             | Göztepe             | 3                |             |             |             |            |            |  |  |        |        |        |  |
|  | Göztepe             | Göztepe             | 3                |             | Trabzonspor | Trabzonspor | 0          |            |  |  |        |        |        |  |
|  |                     |                     |                  |             |             |             |            |            |  |  |        |        |        |  |
|  |                     |                     | Galatasaray      | Galatasaray | 3           |             |            |            |  |  |        |        |        |  |
|  | Konyaspor           | Konyaspor           | Galatasaray      | Galatasaray | 3           | 3           |            |            |  |  |        |        |        |  |
|  | Konyaspor           | Konyaspor           |                  |             |             |             |            |            |  |  |        |        |        |  |
|  | İskenderunspor 1967 | İskenderunspor 1967 | 0                |             |             |             |            |            |  |  |        |        |        |  |
|  | İskenderunspor 1967 | İskenderunspor 1967 | 0                |             | Konyaspor   | Konyaspor   | 1          |            |  |  |        |        |        |  |
|  |                     |                     |                  |             | Konyaspor   | Konyaspor   | 1          |            |  |  |        |        |        |  |
|  |                     |                     | Galatasaray      | Galatasaray | 5           |             |            |            |  |  |        |        |        |  |
|  | Fenerbahçe          | Fenerbahçe          | Galatasaray      | Galatasaray | 5           | 1           |            |            |  |  |        |        |        |  |
|  | Fenerbahçe          | Fenerbahçe          |                  |             |             |             |            |            |  |  |        |        |        |  |
|  | Galatasaray         | Galatasaray         | 2                |             |             |             |            |            |  |  |        |        |        |  |

### Quarti di finale
| Squadra 1   | Risultato   | Squadra 2           |
| ----------- | ----------- | ------------------- |
| Beşiktaş    | 1 - 3       | Göztepe             |
| Fenerbahçe  | 1 - 2       | Galatasaray         |
| Konyaspor   | 3 - 0       | İskenderunspor 1967 |
| Trabzonspor | 3 - 2 (dts) | Bodrum              |

### Semifinali
| Squadra 1   | Risultato | Squadra 2   |
| ----------- | --------- | ----------- |
| Trabzonspor | 2 - 0     | Göztepe     |
| Konyaspor   | 1 - 5     | Galatasaray |

### Finale
| Arbitro: | Cihan Aydın |

|                            |           |  |
| Yılmaz 5’ Osimhen 46’, 62’ | Marcatori |  |